# Христианская Дирцея в цирке Нерона
«Христианская Дирцея в цирке Нерона» — крупноформатная картина польского и русского художника Генриха Семирадского (1843—1902), завершённая в 1897 году. Картина является частью собрания Национального музея в Варшаве. Размер картины — 263 × 530 см. Иногда используется более короткий вариант названия — «Христианская Дирцея».

## Сюжет
Сюжет картины был взят художником из книги «Антихрист» французского писателя и историка Эрнеста Ренана, который ссылался на свидетельства римских авторов. Исторически он соответствует 60-м годам I века нашей эры — второй половине правления римского императора Нерона, когда начались гонения на последователей христианства. Тех, кто исповедовал эту религию, приговаривали к смерти, как покушающихся на государственный строй. Одним из «театрализованных» видов казни римлянок-христианок было привязывание их к свирепому быку, которого гладиаторы гоняли по арене цирка — в результате женщина погибала вместе с быком.
Такой жестокий способ казни был навеян древним мифом, который встречается в разных вариантах. Нимфа Антиопа, которая была женой фиванского царя Лика, была соблазнена Зевсом (в древнеримской версии — Юпитером) и родила от него двух сыновей — Зефа (также встречается написание «Зет» или «Цет») и Амфиона. За свою неверность Антиопа была отвергнута Ликом и заключена под стражу. Зеф и Амфион были брошены на произвол судьбы, но их подобрали и вырастили пастухи. Тем временем Лик женился на Дирке (Дирцее), которая стала жестоко обращаться с Антиопой. Во время праздника, в качестве принесения жертвы Вакху, Дирка хотела привязать Антиопу к рогам свирепого быка и отпустить его. Про это узнали сыновья Антиопы, которым удалось освободить свою мать. Вместо неё они привязали к быку Дирку (Дирцею), которую постигла та страшная смерть, которую она готовила Антиопе.
Николай Михайловский в своей статье «Четыре художественные выставки» (1898) приводит описание этой картины из каталога VI выставки Санкт-Петербургского общества художников:
Сюжет картины заимствован из сказаний Климента Римского и Гигина. Эпизод появления на арене цирка неукротимого быка с привязанной к нему молодой христианской девушкой должен был напомнить собой такую же казнь, какой подвергалась мифическая царица Дирцея по приговору пасынков её, Амфиона и Цета. Привязанная к быку верёвками, перевитыми цветами, а к рогам волосами, девушка казалась безжизненной от испытанных ею ужаса, стыда и физических страданий. Животное истекает кровью, умерщвлённое гладиаторами (bestiariê), назначенными для звериной травли. Зрелище окончено. Нерона снесли на арену в раззолоченных носилках нумидийские невольники. В сопровождении своего любимца префекта преторианцев, жестокого и развратного Тигелина и нескольких приближённых, Нерон подошёл к своим жертвам, любуясь необычайностью и прелестью пластики воспроизведенной им мифологической группы.

## Описание
На переднем плане в центре картины изображён убитый бык и лежащая рядом с ним мёртвая «христианская Дирцея» — красивая обнажённая женщина с золотистыми волосами, привязанная к быку верёвками, увитыми цветами. Слева от них в фиолетовой тоге, вышитой золотом, стоит император Нерон, который спустился с трибун, чтобы получше рассмотреть свою жертву. Левее него, повернувшись боком, стоит префект претория Гай Софоний Тигеллин, а за ним, по-видимому, другие приближённые Нерона.
У правого края картины изображены работники цирка с вилами, которые приготовились убрать мёртвые тела. На заднем плане у стены стоят буцинаторы и гладиатор. Невольники-нумидийцы стоят у выхода на арену и держат паланкин Нерона. Очень тщательно выписаны подробности архитектурного облика цирка. Наверху, за оградой, находятся другие зрители, наблюдающие за происходящим на арене цирка.

## История

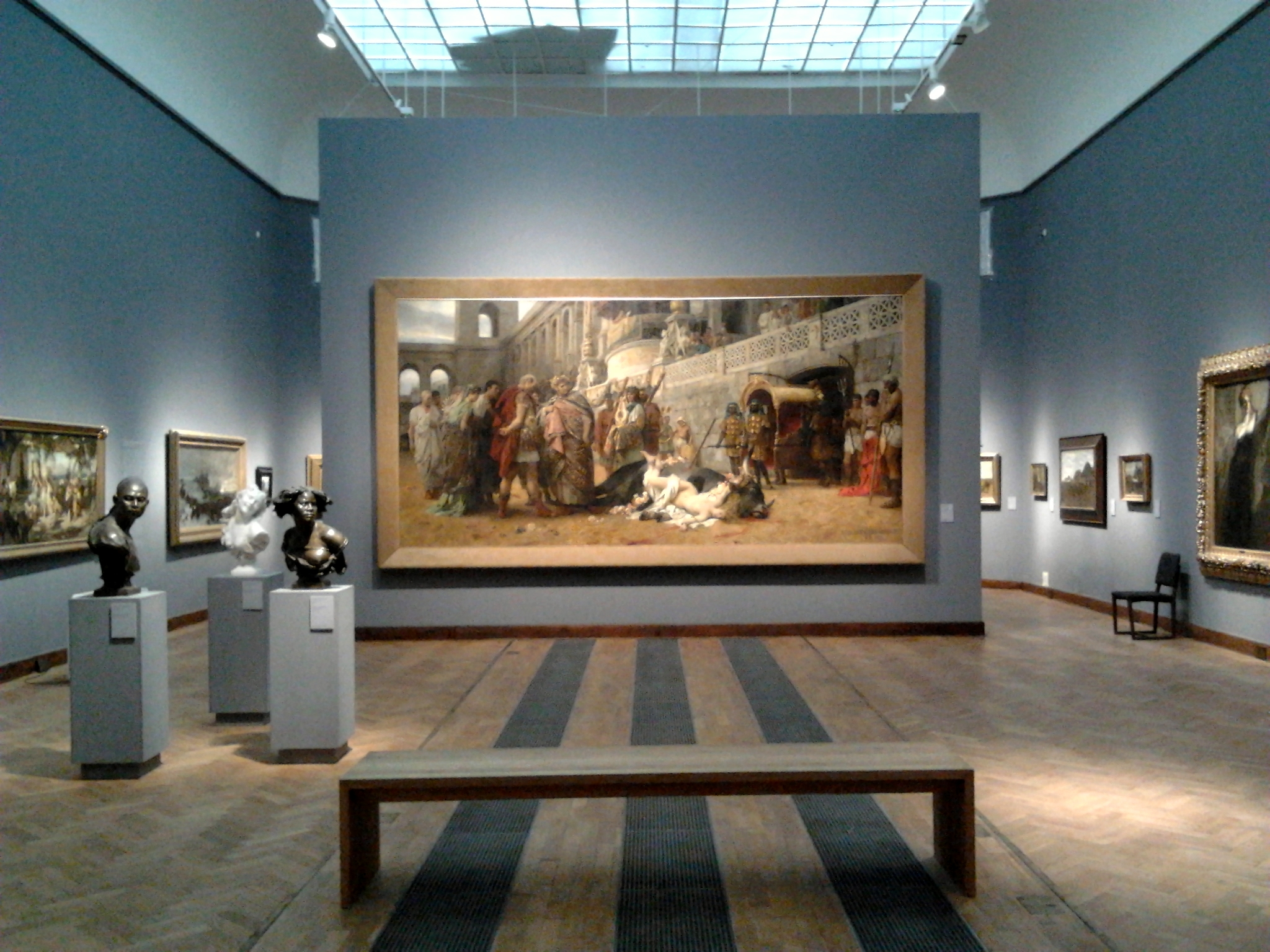
Картина в зале искусства XIX века Национального музея в Варшаве

Работа над картиной была завершена в первой половине 1897 года. В мае 1897 года «Христианская Дирцея» была представлена на Всемирной выставке русского отдела в Венеции и, по отзывам, стала там «гвоздём выставки», наряду с картиной Ильи Репина «Дуэль» (по-видимому, имеется в виду первый вариант этой картины, известный под названием «Простите!»). Несмотря на то, что сама по себе выставка была признана не очень удачной, перед этими двумя картинами стояли толпы людей.
В феврале 1898 года картина «Христианская Дирцея в цирке Нерона» прибыла в Санкт-Петербург и была выставлена на VI выставке Петербургского общества художников. Сам Семирадский незадолго до этого был избран членом этого общества.
Искусствовед Вячеслав Глазычев в книге «Россия в петле модернизации: 1850—1950», написанной в 1989 году, отмечал:
Впрочем, анализ прессы 1897—1898 гг. со всей определённостью позволяет выявить важнейшее событие художественной жизни России. На VI выставке Петербургского общества художников была показана огромная картина Генриха Семирадского "Христианская Дирцея в цирке Нерона". Превосходно владевший живописной техникой и настроенный на совершенство декоративизма "с содержанием", Семирадский завладел массовым воображением. Критики "слева" (революционно-демократические) и "справа" (традиционно-академические) могли швыряться камнями в профессиональной печати сколько им было угодно. Публика шла "на Семирадского" точно так же, как в 80-е годы XX в. она шла "на Глазунова" или "на Шилова". Из этого делались выводы.
Сам Семирадский уже привык к агрессивному стилю художественных критиков по отношению к его картинам. Правда, он был уязвлён тем, что картину «Христианская Дирцея» стали называть иллюстрацией к историческому роману Генрика Сенкевича «Камо грядеши» (лат. «Quo vadis»), также посвящённому царствованию Нерона и гонениям на христиан. Дело в том, что идея и первые варианты картины Семирадского появились раньше романа Сенкевича (написанного в 1894—1896 годах), и он делился ими с Сенкевичем, когда тот его навещал.
«Христианская Дирцея» была последней крупноформатной картиной Генриха Семирадского, который скончался в 1902 году.